# 諾典飛爾德一吋砲

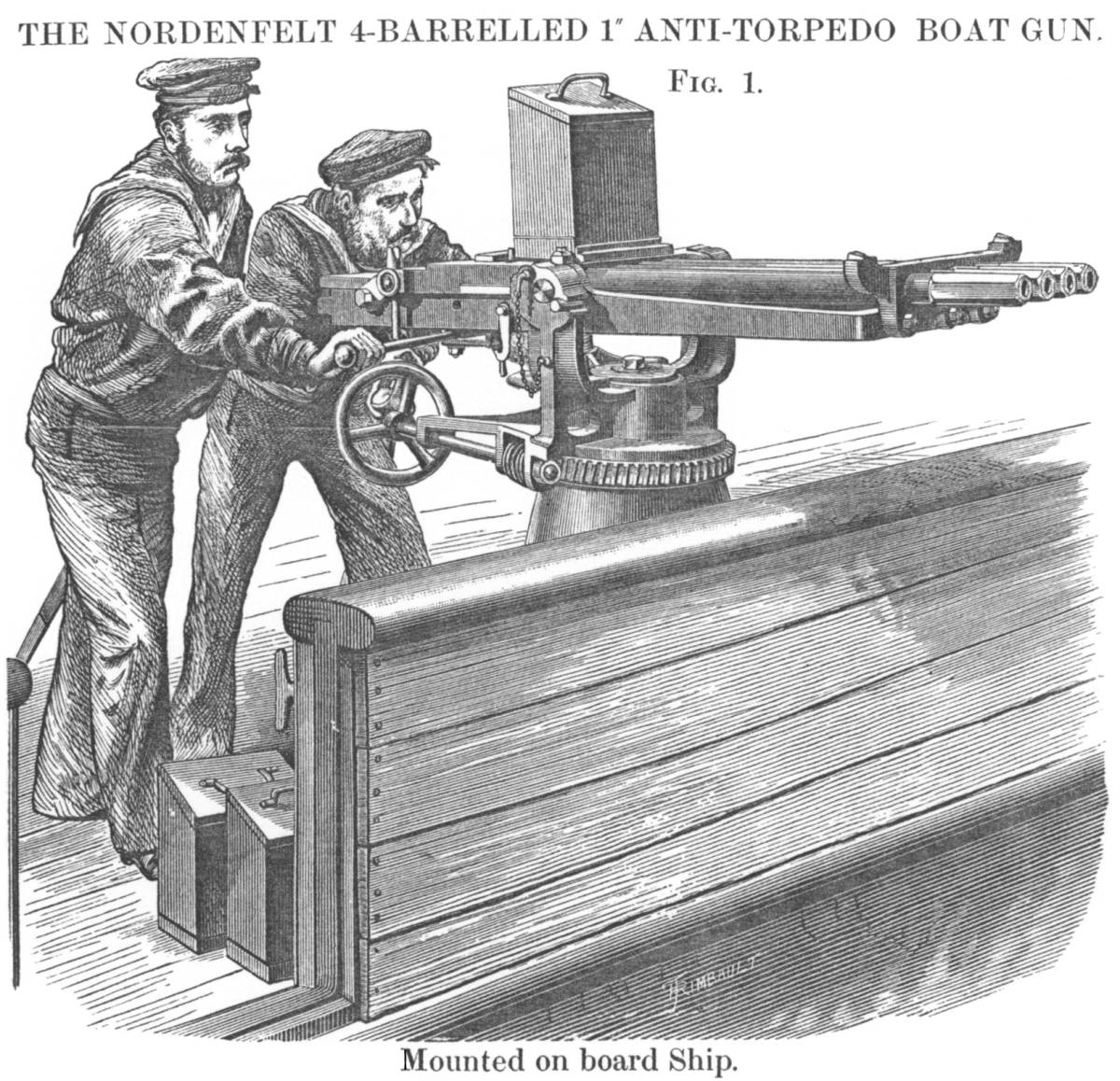
木刻描繪英國皇家海軍砲手使用四管砲。左邊的砲長正在操作訓練輪。

諾典飛爾德一吋砲（英語：1-inch Nordenfelt gun）是一種早期的速射砲，由一管/兩管或四管砲構成，可以用一個把手自動依序發射，主要用於1870-1890年代大型軍艦防禦魚雷艇攻擊用。中國金陵機器局在1883年引進生產，又稱四門神機連珠砲。